# Área metropolitana de Siracusa
El Área Metropolitana de Siracusa y oficialmente como Área Estadística Metropolitana de Siracusa, NY MSA tal como lo define la Oficina de Administración y Presupuesto, es un Área Estadística Metropolitana centrada en la ciudad de Siracusa en el estado estadounidense de Nueva York. El área metropolitana tenía una población en el Censo de 2010 de 662.577 habitantes, convirtiéndola en la 164.º área metropolitana más poblada de los Estados Unidos. El área metropolitana de Siracusa comprende tres condados y la ciudad más poblada es Siracusa.

## Composición del área metropolitana

### Condados
- Condado de Onondaga
- Condado de Oswego
- Condado de Madison

### Lugares con más de 125,000 habitantes
- Siracusa (Principal ciudad)

### Lugares entre 25,000 a 75,000 habitantes
- Cicero (pueblo)
- Clay (pueblo)
- Manlius (pueblo)
- Salina (pueblo)

### Lugares entre 5,000 a 25,000 habitantes
| - Baldwinsville (villa) - Camillus (pueblo) - Cazenovia (pueblo) - Constantia (pueblo) - DeWitt (pueblo) - Elbridge (pueblo) - Fairmount (lugar designado por el censo) - Fulton (ciudad) - Geddes (pueblo) - Granby (pueblo) - Hamilton (pueblo) - Hastings (pueblo) - Lenox (pueblo) - Lysander (pueblo) - Marcellus (pueblo) - Mattydale (lugar designado por el censo) | - México (pueblo) - North Syracuse (villa) - Oneida (ciudad) - Onondaga (pueblo) - Oswego (pueblo) - Oswego (ciudad) - Pompey (pueblo) - Richland (pueblo) - Schroeppel (pueblo) - Scriba (pueblo) - Skaneateles (pueblo) - Solvay (villa) - Sullivan (pueblo) - Van Buren (pueblo) - Volney (pueblo) - Westvale (lugar designado por el censo) |

### Lugares entre 1,000 a 5,000 habitantes
| - Albion (pueblo) - Amboy (pueblo) - Borodino - Brewerton (lugar designado por el censo) - Bridgeport (lugar designado por el censo) - Brookfield (pueblo) - Camillus (villa) - Canastota (villa) - Cazenovia (villa) - Central Square (villa) - Chittenango (villa) - Constantia (lugar designado por el censo) - DeRuyter (pueblo) - East Syracuse (villa) - Eaton (pueblo) - Elbridge (villa) - Fabius (pueblo) - Fayetteville (villa) - Fenner (pueblo) | - Galeville (lugar designado por el censo) - Hamilton (villa) - Hannibal (pueblo) - Jordan (villa) - LaFayette (pueblo) - Lakeland (lugar designado por el censo) - Lebanon (pueblo) - Lincoln (pueblo) - Liverpool (villa) - Lyncourt (lugar designado por el censo) - Madison (pueblo) - Manlius (villa) - Marcellus (villa) - México (villa) - Minetto (lugar designado por el censo) - Minetto (pueblo) - Minoa (villa) - Morrisville (villa) - Nedrow (lugar designado por el censo) | - Nelson (pueblo) - New Haven (pueblo) - Onondaga Reservation - Orwell (pueblo) - Otisco (pueblo) - Palermo (pueblo) - Parish (pueblo) - Phoenix (villa) - Pulaski (villa) - Sandy Creek (pueblo) - Seneca Knolls (lugar designado por el censo) - Skaneateles (villa) - Smithfield (pueblo) - Spafford (pueblo) - Stockbridge (pueblo) - Tully (pueblo) - Village Green (lugar designado por el censo) - West Monroe (pueblo) - Williamstown (pueblo) |

### Lugares entre 1,000 habitantes
- Altmar (villa)
- Boylston (pueblo)
- Cleveland (villa)
- DeRuyter (villa)
- Earlville (village; partial)
- Fabius (villa)
- Georgetown (pueblo)
- Hannibal (villa)
- Lacona (villa)
- Madison (villa)
- Munnsville (villa)
- Parish (villa)
- Redfield (pueblo)
- Sand Ridge (lugar designado por el censo)
- Sandy Creek (villa)
- Tully (villa)
- Wampsville (villa)

### Áreas no incorporadas
| - Cardiff - Fruit Valley - Hinmansville - Jack's Reef - Jamesville - Leonardsville - Memphis - Messina Springs - Mottville - Mycenae | - Onondaga Hill - Pennellville - Plainville - Shepard Settlement - South Spafford - Spafford Valley - Split Rock - Taunton - Texas - West Edmeston (parcial) |